# 乔科·威林克
约翰·格雷顿·“乔科”·威林克（英語：John Gretton "Jocko" Willink，1971年9月8日—）是美国作家、播客和退役美国海军军官，曾在海豹突击队服役，隶属于海豹突击队第3队。
威林克曾参加伊拉克战争，并在拉马迪与叛军激战。由于其卓越贡献，威林克被授予银星勋章和铜星勋章，并获得了少校军衔。
威林克是《极端所有权》和《领导力的二分法》这两本书的共同作者之一，而且他还与别人共同创立了负责管理咨询的梯队阵线有限责任公司。除此之外，威林克还与巴西柔术专家埃稠·查尔斯主持了一个每周播客，称为乔科播客。